# XXXVIII edició de la Mostra de València
La XXXVIII edició de la Mostra de València, coneguda oficialment com a XXXVIII Mostra de València - Cinema del Mediterrani, va tindre lloc a València entre el 19 i el 29 d'octubre de 2023 amb la col·laboració de l'Institut Valencià de Cultura (IVC) i de l'ICAA, i presidida per Glòria Tello. El pressupost d'aquesta edició fou de 619.089,53 euros, un 1,32% més que el 2022.
Fou inaugurada al Palau de la Música de València amb la pel·lícula Marina, unplugged, amb la presència de les principals autoritats municipals valencianes. Alhora, Javier Cámara li va entregar la Palmera d'honor al director italià Paolo Sorrentino. Fou clausurada amb Les vacances de Mara d'Elena Escura.
El CIMA va dedicar una exposició i va editar un llibre sobre la cineasta pionera espanyola Helena Cortesina.
La clausura i entrega de premis van tenir lloc a la Sala Iturbi del Palau de la Música, en una gala dirigida per Anna Marí i presentada per Paloma Vidal i Daniel Tormo. La guanyadora de la nit fou la pel·lícula libanesa Birket El Arous de Bassem Breche, que va guanyar la Palmera d'Or a la millor pel·lícula i els premis a la millor fotografia i a la millor banda sonora. La marroquina Déserts els premis al millor director i a la millor actuació masculina.

## Pel·lícules exhibides

### Secció oficial
- Laggiù qualcuno mi ama de Mario Martone
- Birket El Arous de Bassem Breche
- Berbû de Sevinaz Evdike
- Stranizza d'amuri de Giuseppe Fiorello
- Déserts de Faouzi Bensaïdi
- Toni, en famille de Nathan Ambrosioni
- Three Sparks de Naomi Uman
- A House in Jerusalem de Muayad Alayan
- Cidade Rabat de Susana Nobre
- Suyun Üstü d'Aslıhan Ünaldı
- Animalia de Sofia Alaoui
- Lost Country de Vladimir Perišić
- Marina, unplugged d'Alfonso Amador

### Secció informativa "À Punt"
- Reprise en main de Gilles Perret
- Suna de Çiğdem Sezgin
- Al-aayla (La famille) de Merzak Allouache
- Youssef Salem a du succès de Baya Kasmi
- Kira & El Gin de Marwan Hamed
- Alam de Firas Khoury
- Grazie ragazzi de Riccardo Milani
- Les Algues vertes de Pierre Jolivet
- Última nit a Milà d'Andrea Di Stefano
- Dancing on the Edge of a Volcano de Cyril Aris

### Sessions especials
- Dia mundial del patrimoni cinematogràfic:
  - La Montagne infidèle (1922) de Jean Epstein
  - Voluntad (1928) de Mario Roncoroni
- Programa «À premiere vue» formada per curtmetratges elaborats a escoles de cinema de Beirut, Marràqueix, Algèria i Tunísia comissariada per COPEAM (Conférence Permanent de l’Audiovisuel Mediterranéen) en col·laboració amb la Università Telematica Internazionale Uninettuno.
- Paco Roca, dibujando la vida de Batiste Miguel
- El hombre que pudo filmar, de Pedro Uris, documental sobre Antoni Llorens i Olivé
- Halála, de Ramón Alfonso, intent de reconstrucció de la pel·lícula perduda Drakula halála de Károly Lajthay.
- Ser ficción d'Àlex Andrés i Emilio Encabo Lucini.
- Quan no acaba la nit d'Óscar Montón
- Un amor d'Isabel Coixet
- Io capitano de Matteo Garrone
- Anatomie d'une chute de Justine Triet

### Palmera d'Honor Paolo Sorrentino
- L'uomo in più (2001)
- Le conseguenze dell'amore (2004)
- L'amico di famiglia (2006)
- Un lloc per quedar-s'hi (2011)
- La grande bellezza (2013)
- Youth - La giovinezza (2015)
- Loro (2018)
- È stata la mano di Dio (2021)
- Il divo (2008)

### Focus:Edgar Pêra
- O Trabalho Liberta? (1993)
- Manual de Evasão LX94 (1994)
- 25 de Abril - Uma Aventura Para a Demokracya (2000)
- A Janela (Maryalva Mix) (2001)
- Crime Abismo Azul Remorso Físico (2009)
- O Barão (2011)
- 3x3D (2013)
- Lisbon Revisited (2014)
- Caminhos Magnétykos (2018)
- O Homem-Pykante - Diálogos kom Pimenta (2019)
- The Nothingness Club - Não Sou Nada (2023)

### Ecos del Líban
- Passion simple (2020) de Danielle Arbid
- Heaven Beneath My Feet (2020) de Sandra Madi
- Broken Keys (2021) de Jimmy Keyrouz
- Memory Box (2021) de Joana Hadjithomas i Khalil Joreige
- Costa Brava, Líban (2021) de Mounia Akl
- Farah (2022) de Hassiba Freiha i Kenton Oxley
- Beirut Hold'em (2022) de Michel Kammoun
- In The Name of Tomorrow (2022) de Celine Abiad Beader
- After the End of the World  (2022) de Nadim Mishlawi
- Elektra (2021) de Hisham Bizri

## Jurat
El jurat d'aquesta edició fou totalment femení: presidit per la libanesa Diana Al-Halabi, amb la productora grega Maria Hatzakou, la tunisiana Fatma Cherif, María Trénor i la italiana Michela Occhipinti.

## Premis
- Palmera d'Or (45.000 euros): Birket El Arous de Bassem Breche [8]
- Palmera de Plata (20.000 euros): Cidade Rabat de Susana Nobre
- Premi al millor director: Faouzi Bensaïdi per Déserts
- Premi al millor guió: Vladimir Perišić i Alice Winocour per Lost Country
- Premi a la millor interpretació femenina: Claudia Faci per Marina, unplugged
- Premi a la millor interpretació masculina: Fehd Benchemsi i Abdelhadi Talbi per Déserts
- Premi a la millor fotografia: Nadim Saoma per Birket El Arous
- Premi a la millor banda sonora: Sharif Sehnaoui per Birket El Arous
- Premi del Públic À Punt: Dancing on the Edge of a Volcano de Cyril Aris